# Palafoxia arida
Palafoxia arida là một loài thực vật có hoa trong họ Cúc. Loài này được B.L.Turner & M.I.Morris mô tả khoa học đầu tiên năm 1975.